# Dorin Marchis
Dorin Marchis (Cluj-Napoca, 25. veljače 1967.), rumunjski majstor borilačkih vještina. Nositelj je 6. Dana u aikidu i 1. Dana u karateu.

## Životopis
Dorin Marchis je rođen 1967. godine u gradu Cluj-Napoca, u Rumunjskoj. Borilačke vještine je započeo vježbati 1983. godine. Prvo je vježbao Shotokan karate. U toj vještini je dostigao 1. Dan. Godine 1993. otkrio je aikido. U aikidu je prvo surađivao s majstorom Masatake Fujita. Zatim je slijedio mnoge shihane iz Hombu dojoa širom svijeta. Posebno je Yukimitsua Kobayashija, kao i seminare koje su vodili waka-sensei Mitsuteru Ueshiba i doshu Moriteru Ueshiba.
Dorin Marchis vodi rumunjsku Aikikai aikido zakladu (RAAF), gdje se nalazi na dužnosti predsjednika i tehničkog ravnatelja. Predaje aikido u Musubi Dojou u Cluj-Napoci, sjedištu nacionalne aikido organizacije u Rumunjskoj. Marchis drži seminare aikida u mnogim gradovima u Rumunjskoj, Ukrajini i Bugarskoj. Svoje znanje aikida kao učitelj i učenik stječe i prenosi u Japanu, Velikoj Britaniji, Mađarskoj, Grčkoj, Bugarskoj, Norveškoj, Francuskoj, Belgiji, Nizozemskoj, Češkoj, Poljskoj, Sloveniji, Litvi i Estoniji.
Godine 2016. izabran je u Upravni odbor Međunarodne aikido federacije (IAF).

## Vanjske povezice
- Fundatia Romana de Aikido Aikikai
- Dorin Marchis  Arhivirana inačica izvorne stranice od 2. studenoga 2020. (Wayback Machine)